# ФК Февароши ТК
ФК Февароши ТК (мађ. Fővárosi TK), је мађарски фудбалски клуб из Будимпеште.

## Имана клуба
- 1909-1949: Февароши ТК − (Testedzők Köre)
- 1922: здружио са у Фискултурно друштво Челик − (Acél Torna Egylet)
- 1926: основали нови клуб са ФК Зугло VII. округ АЦ (Zuglói VII. Kerületi AC) као ФК Турул
- 1949: спојио се са клубом МАСЕ − (Magyar Acél SE)

## Достигнућа
- 1916/17. NB I - учесник